# Агарча (Њамц)
Агарча (рум. Agârcia) насеље је у Румунији у округу Њамц у општини Александру Чел Бун. Oпштина се налази на надморској висини од 332 m.

## Становништво
Према подацима из 2002. године у насељу је живело 305 становника, од којих су сви румунске националности.